# Marco Somalvico
Marco Somalvico (Como, 10 ottobre 1941 – Milano, 17 novembre 2002) è stato un ingegnere italiano, specialista nel campo dell'intelligenza artificiale.

## Biografia
Si è occupato di metodi per la risoluzione automatica dei problemi, riconoscimento del linguaggio naturale, sistemi di visione, sistemi a molti agenti intelligenti e filosofia dell'intelligenza artificiale. Dal 1980 è stato professore ordinario al Politecnico di Milano, dove ha tenuto corsi di intelligenza artificiale, robotica, programmazione avanzata, matematica discreta, ingegneria della conoscenza e sistemi esperti.
È stato membro del Comitato Editoriale delle riviste internazionali Journal of Robotic Systems and Applications e Robotik.
Nel 1998 è stato insignito del Premio Internazionale Joseph Engelberger Robotics Award.
È stato socio fondatore della SIRI (Società Italiana di Robotica Industriale) nel 1975 e della AI*IA (Associazione Italiana per l'Intelligenza Artificiale) nel 1987.